# Hanseniaspora opuntiae
Hanseniaspora opuntiae är en svampart som beskrevs av Cadez, Poot, Raspor & M.T. Sm. 2003. Hanseniaspora opuntiae ingår i släktet Hanseniaspora och familjen Saccharomycodaceae.   Inga underarter finns listade i Catalogue of Life.